# Odomez
Odomez és un municipi francès, situat a la regió dels Alts de França, al departament del Nord. L'any 2006 tenia 943 habitants. Limita al nord amb Hergnies, al nord-est amb Vieux-Condé, al sud-est amb Fresnes-sur-Escaut, al sud-oest amb Escautpont i al nord-oest amb Bruille-Saint-Amand.

## Demografia
| Evolució de la població |      |      |      |      |      |      |      |      |
| 1793                    | 1800 | 1806 | 1821 | 1831 | 1836 | 1841 | 1846 | 1851 |
| -                       | 73   | 107  | 125  | 166  | 252  | 306  | 351  | 421  |

| 1856 | 1861 | 1866 | 1872 | 1876 | 1881 | 1886 | 1891 | 1896 |
| ---- | ---- | ---- | ---- | ---- | ---- | ---- | ---- | ---- |
| 445  | 454  | 490  | 473  | 448  | 517  | 536  | 553  | 575  |

| 1901 | 1906 | 1911 | 1921 | 1926 | 1931 | 1936 | 1946 | 1954 |
| ---- | ---- | ---- | ---- | ---- | ---- | ---- | ---- | ---- |
| 618  | 596  | 601  | 497  | 485  | 940  | 971  | 908  | 965  |

| 1962 | 1968 | 1975 | 1982  | 1990  | 1999 | 2006 | 2011 | 2016 |
| ---- | ---- | ---- | ----- | ----- | ---- | ---- | ---- | ---- |
| 977  | 796  | 874  | 1 014 | 1 004 | 915  | -    | -    | -    |

| 2019 | - | - | - | - | - | - | - | - |
| ---- | - | - | - | - | - | - | - | - |
| -    | - | - | - | - | - | - | - | - |

## Administració
| Període | Identitat     | Partit        |
| ------- | ------------- | ------------- |
| 2001-   | Joël Girondon | Divers droite |